# Lucien Van Impe
Pour les articles homonymes, voir Van Impe.
Lucien Van Impe est un coureur cycliste belge, né le 20 octobre 1946 à Mere en Flandre-Orientale.

## Biographie

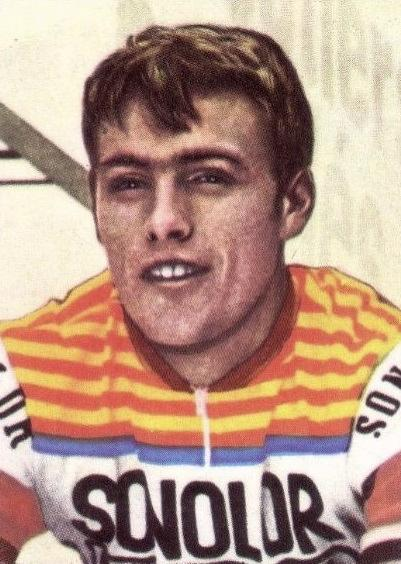
Lucien Van Impe en 1971.

Van Impe fut coureur cycliste professionnel de 1969 à 1987, soit jusqu'à l'âge de 41 ans. Il s'est particulièrement illustré dans les courses par étapes.    
Doté d'un petit gabarit et spécialiste de la montagne, Van Impe était avant tout un grimpeur renommé, considéré comme le meilleur de sa génération, et l’un des meilleurs de l’histoire, avec ses 8 victoires finales dans les classements de la montagne de deux des trois Grands Tours. Il a remporté à deux reprises le maillot de meilleur grimpeur du Tour d’Italie, et six fois celui du Tour de France. Ce dernier total, il le partage avec Federico Bahamontes. Il a perdu ce record en 2004, lorsque Richard Virenque a décroché pour la septième fois le maillot de meilleur grimpeur du Tour de France. L’un des rares grimpeurs de son époque à pouvoir rivaliser avec Van Impe était l’Espagnol José Manuel Fuente. 
Il a disputé quinze Tours de France, tous terminés. Il détient ainsi le record belge à ce sujet. Il le remporte en 1976 sous la houlette de Cyrille Guimard qui commence alors sa carrière de directeur sportif. Il est également monté une fois sur la deuxième marche du podium (en 1981) et trois fois sur la troisième (1971, 1975 et 1977).
En 1975, il eut pour la première fois une réelle chance de remporter le classement final, mais il termina troisième, derrière Bernard Thévenet et Eddy Merckx, qui livrèrent un duel légendaire. Tant en 1975 qu’en 1977, il perdit le Tour face à Thévenet, qui avoua plus tard s’être dopé pour ses deux victoires. En 1976, il se livra à plusieurs duels en montagne avec Joop Zoetemelk. Ce dernier s’imposa à l’Alpe d’Huez, mais dans les Pyrénées, sur les pentes du Pla d’Adet, Van Impe assura définitivement sa victoire. 
En 1977, Lucien Van Impe prit le départ du Tour en tant que l’un des favoris. Il fut victime d’une chute après une collision avec une voiture dans l'étape de l'Alpe d'Huez ce qui lui fit perdre la course. Les circonstances de cet incident étaient, pour le moins, très suspectes. Van Impe était en excellente position pour remporter la victoire finale et, portant le maillot jaune, il menait également la course à ce moment-là.  Aucune caméra n’était présente, et sa voiture d’équipe fut introuvable pendant plusieurs minutes. Cet événement entraîna en tout cas une rupture avec son directeur sportif de l’époque (Henri Anglade). Par la suite, Van Impe a toujours affirmé que le Français avait été acheté par l’organisation française pour collaborer à cette manœuvre, afin que Bernard Thévenet puisse récupérer le maillot jaune, mais il n'y aucune preuve en la matière. 
Après trois années moins brillantes, où il semblait en déclin, il fit son retour en 1981 avec une deuxième place au classement général du Tour et une première place au classement de la montagne. Il courut ensuite encore quelques saisons pour des équipes italiennes et parvint à remporter à deux reprises le classement de la montagne dans le Tour d’Italie. 
Les courses d’un jour n’étaient pas sa spécialité, c’est pourquoi il surprit tout le monde en devenant champion de Belgique sur route en 1983 à Renais (Ronse) devant Marc Sergeant et Michel Dernies.
Après sa carrière active, il devint directeur sportif, d’abord au sein de l’équipe belgo-suédoise Unibet.com, puis en 2008 auprès de l’équipe continentale professionnelle Accent.Jobs–Willems Veranda's jusqu'en 2012.
Son frère Frank, né le 1er juin 1955, a également été coureur professionnel, et son neveu Kevin l'a été entre 2002 et 2012.

## Palmarès

### Palmarès amateur
- 1968
  - 8e étape du Tour de l'Avenir
- 1969
  - Tour de Navarre
  - 6e étape du Tour de Belgique amateurs

### Palmarès professionnel
- 1969
  - 3e du Circuit des frontières
- 1970
  - 2e du Manx Trophy
  - 6e du Tour de France
  - 7e du Tour de Romandie
  - 10e de Liège-Bastogne-Liège
- 1971
  -  Grand Prix de la montagne du Tour de France
  - 3e du Tour de France
  - 5e du Grand Prix du Midi libre
  - 7e du Critérium du Dauphiné libéré
  - 9e du Rund um den Henninger Turm
- 1972
  - Tour de France :
    -  Grand Prix de la montagne
    - 12e étape

  - 2e du Tour de Romandie
  - 3e du Critérium du Dauphiné libéré
  - 4e du Tour de France
  - 5e du Grand Prix du Midi libre
- 1973
  - 3e étape du Tour de Romandie
  - 3e étape du Grand Prix du Midi libre
  - 12eb étape du Tour de France
  - 2e du Tour de Romandie
  - 5e du Tour de France
- 1975
  - Tour de l'Aude :
    - Classement général
    - 1re et 3e étapes

  - Tour de France :
    -  Grand Prix de la montagne
    - 14e et 18e (contre-la-montre) étapes

  - Contre-la-montre de l'Escalade de Montjuïc (avec Eddy Merckx)
  - 2e du Grand Prix d'Isbergues
  - 3e du Tour de France
  - 5e du Critérium du Dauphiné libéré
  - 6e du Grand Prix du Midi libre
  - 9e du championnat du monde sur route
- 1976
  - Challenge Sedis
  - Trophée des grimpeurs
  - 4eb étape du Grand Prix du Midi libre (contre-la-montre)
  - 2eb étape du Tour de l'Aude
  - Tour de France :
    -  Classement général
    - 14e étape

  - 2e du Grand Prix du Midi libre
  - 5e du Critérium du Dauphiné libéré
  - 5e du Super Prestige Pernod
  - 9e de la Flèche wallonne
- 1977
  - 6e étape du Critérium du Dauphiné libéré
  - 7e et 8e étapes du Tour de Suisse
  - Tour de France :
    -  Grand Prix de la montagne
    - 15eb étape (contre-la-montre)

  - 2e du Tour de Suisse
  - 3e du Tour de France
  - 3e du Critérium du Dauphiné libéré
  - 8e du Tour de Romandie
- 1978
  - 9e du Tour de France
- 1979
  - 15e étape du Tour d'Espagne
  - 16e étape du Tour de France
  - 7ea étape du Tour de Catalogne (contre-la-montre)
  - 5e du Tour d'Espagne
  - 6e de Liège-Bastogne-Liège
  - 8e de l'Amstel Gold Race
- 1980
  - 4e du Tour de Suisse
- 1981
  - Tour de France :
    -  Grand Prix de la montagne
    - 5e étape

  - 2e du Tour de France
- 1982
  -  Grand Prix de la montagne du Tour d'Italie
  - 3e du Tour de Suède
  - 4e du Tour d'Italie
- 1983
  -  Champion de Belgique sur route
  - Tour d'Italie :
    -  Grand Prix de la montagne
    - 11e étape

  - Tour de France :
    -  Grand Prix de la montagne
    - 19e étape (contre-la-montre)

  - 4e du Tour de France
  - 9e du Tour d'Italie
- 1984
  - 7e du Tour d'Italie
- 1986
  - Tour des vallées minières :
    - Classement général
    - 1re étape

## Résultats sur les grands tours
Lucien Van Impe a participé à 21 grands tours en terminant 20 fois dans les 20 premiers.

### Tour de France
Lucien Van Impe fait partie des coureurs ayant remporté au moins deux étapes du Tour de France sur plus de dix années.
- 1969 : 12e
- 1970 : 6e
- 1971 : 3e,  vainqueur du classement de la montagne
- 1972 : 4e, vainqueur du  classement de la montagne et de la 12e étape
- 1973 : 5e, vainqueur de la 12eb étape
- 1974 : 18e
- 1975 : 3e, vainqueur du  classement de la montagne et des 14e et 18e (contre-la-montre) étapes
- 1976 :  Vainqueur du classement général, vainqueur de la 14e étape,  maillot jaune pendant 12 jours
- 1977 : 3e, vainqueur du  classement de la montagne et de la 15eb étape (contre-la-montre)
- 1978 : 9e
- 1979 : 11e, vainqueur de la 16e étape
- 1980 : 16e
- 1981 : 2e, vainqueur du  classement de la montagne et de la 5e étape
- 1983 : 4e, vainqueur du  classement de la montagne et de la 19e étape (contre-la-montre)
- 1985 : 27e

### Tour d'Italie
4 participations
- 1982 : 4e,  vainqueur du classement de la montagne
- 1983 : 9e, vainqueur du  classement de la montagne et de la 11e étape
- 1984 : 7e
- 1985 : 13e

### Tour d'Espagne
2 participations 
- 1979 : 5e, vainqueur de la 15e étape
- 1986 : 11e